# Sigvard Marjasin
Mauritz Sigvard Marjasin, född 24 november 1929 i Högalids församling i Stockholm, död 24 januari 2021 i Nikolai distrikt i Örebro, var en svensk ämbetsman och facklig tjänsteman. Han var Kommunalarbetareförbundets ordförande 1978–1988 och landshövding i Örebro län 1989–1994.
Han gick bort i januari 2021 på grund av covid-19, under covid-19-pandemin i Sverige.

## Bakgrund
Efter sjuårig folkskola arbetade Marjasin som springpojke, charkuterist, sjöman, smörgåsnisse och på hotell. Därutöver deltog han i olika kurser och fackliga engagemang. Så småningom tog han socionomexamen, varefter han verkade som föreståndare för en facklig aftonskola.
Han deltog som frivillig för Israel i 1948 års arab-israeliska krig.

## Kommunalarbetarförbundet
Marjasin var verksam i Kommunalarbetareförbundet 1963–1988: som ombudsman 1963–1967, som utbildningssekreterare 1967–1978 och som förbundsordförande 1978–1988.
Som Kommunalordförande hade Marjasin en utåtriktad ledarstil. Han framträdde ofta i massmedierna och syntes flitigt i debatter och talarstolar, där han utmärkte sig med snabba repliker. Han blev därför eftertraktad som intervjuperson i pressen, där hans uttalanden ofta fick negativ uppmärksamhet.
Under sin tid som Kommunalarbetareförbundets ordförande gjorde sig Marjasin känd för sitt hårda motstånd mot privatisering, särskilt inom barnomsorgen.[källa behövs]

## Landshövding och senare uppdrag
Marjasin var landshövding i Örebro län 1989–1994. Hans tid som landshövding karaktäriserades av ett starkt engagemang för regionala frågor. Marjasin tog initiativ till den renovering av Örebro slott som genomfördes åren 1992–1993.
Vid sin pensionering 1994 utsågs han till ordförande för Granskningskommissionen (Palmekommissionen), en post han hade fram till 1996.

## Åtal och friande
1996 blev Marjasin misstänkt för att under sin tid som landshövding ha lämnat in manipulerade representationskvitton och dubbelfakturerat utlägg. Han åtalades för trolöshet mot huvudman, bedrägeri och undertryckande av urkund. Marjasin kommenterade åtalet med att han handlat "klantigt, men inte oetiskt eller brottsligt". Till slut friades Marjasin helt av rätten, där domen klargjorde att Marjasin inte hade någon redovisningsskyldighet.
Marjasin blev i samband med åtalet utsatt för en omfattande mediebevakning, särskilt under sommaren 1996, då Marjasin med hänsyn till pågående polisutredning inte ville eller kunde uttala sig för pressen.